# マニー
マニー株式会社（英: MANI, INC.）は、栃木県宇都宮市に本社を置く医療機器などを製造、販売する日本の企業である。
2020年、高根沢町のキリンビール栃木工場跡地を取得し、新しい本社を建設すると発表している。

## 概要
松谷製作所という名前であったが、海外展開を意識し松谷（MATSUTANI）の間を取りマニー（MANI）に変更した。
手術用の縫合針、リーマ、ファイルなどを手がけ、業界シェアを90%近く占める。
殆どの商品は針金が原材料であり、売価の材料比率はわずか1%である。

## 特徴
経営方針:「世界一の品質しか目指さない！」「ニッチ以外はやらない！」「工場は田舎にしか建てない！」など。
「世界一か否か会議」を年に2回行う。他社製品も分析して、自社製品が世界一かどうかを判断し、そこで認められなければ、発売中止も辞さない。松谷会長:「世界一の品質を実現すれば、自ら営業しなくても売れていく。」

## 沿革
- 1956年5月 - 松谷製作所創業。アイド縫合針の製造販売を開始。[9]
- 1959年12月 - 株式会社松谷製作所設立。旧厚生省の国庫補助金を受けステンレス製アイド縫合針の開発に着手。
- 1961年 - 世界初のステンレス縫合針を製品化。
- 1976年 - 歯科用根幹治療機器に参入。
- 1996年5月 - 現社名に変更。
- 2001年6月 - 株式を店頭公開（現在のジャスダック、2011年10月22日上場廃止）。
- 2011年9月5日 - 東京証券取引所2部に上場。
- 2012年9月5日 - 東京証券取引所1部へ指定替え。北京（中国）に馬尼（北京）貿易有限公司を設立。

## 事業所
- 本社・清原工場 - 栃木県宇都宮市清原工業団地
- 高根沢工場 - 栃木県塩谷郡高根沢町

## テレビ番組
- 日経スペシャル カンブリア宮殿世界一しか目指さない！奇跡の成長を遂げた栃木の田舎企業（2010年1月25日、テレビ東京）[8]